# 今川頼国
今川 頼国（いまがわ よりくに）は、南北朝時代の武将。

## 概要
今川基氏の長男として生まれる。駿河今川氏の初代当主である今川範国の兄弟。
『難太平記』によると、頼国は建武2年（1335年）に中先代の乱鎮圧のため「海道の大将」として足利尊氏とともに京都から東海道を経て鎌倉へ向かったという。
遠江国の小夜の中山や相模国の湯本などで武功を上げたものの相模川にて人馬もろとも戦死し、その死骸を後日今川範国が川底から拾った。
「足利尊氏関東下向宿次・合戦注文」にも、8月12日に「小夜中山合戦」で「今河式部大夫入道」が「分取高名」とあったり、8月18日、「相模川合戦」で「今川式部大夫入道」が「御方打死」とある。
頼国について、甥の今川了俊は『難太平記』にて「あまりにすすとき人」（非常に勇猛な人）と評価している。